# Kawasaki Ki-61
El Kawasaki Ki-61 Hien (飞燕 oreneta) era un avió de caça japonès usat per la Força Aèria de l'Exèrcit Imperial Japonès. El nom en clau per als aliats assignat pel Departament de Guerra dels Estats Units era "Tony". La designació de l'exèrcit japonès era "Caça Tipus 3" (三 式 戦 闘 机). Va ser l'únic caça japonès de la guerra produït en massa que usava motor en V refrigerat per líquid.

## Història
El Tractat de Versalles va prohibir a Alemanya la fabricació d'avions militars, de manera que les noves generacions de tècnics van haver de buscar feina a l'estranger, i les companyies constructores van traslladar les seves instal·lacions fora de l'abast de les potències victorioses. Entre els alemanys que van trobar feina al Japó es trobava el doctor Richard Vogt, sota la direcció de Kawasaki Kokugi Kogyo, va adquirir als anys trenta, els drets alemanys per fabricar motors refrigerats per líquid. Fins i tot després del retorn del doctor Voght a Alemanya (va ser nomenat director de dissenys de Blohm & Voss), la companyia japonesa va continuar la seva expansió, i a finals d'aquesta mateixa dècada, va obtenir els drets de fabricació del Daimler-Benz DB 600, i posteriorment del Daimler-Benz DB 601. L'abril de 1940, l'equip tècnic va portar des de Stuttgart els plànols, i alguns exemplars de l'excel·lent DB 601A, un motor de 12 cilindres en V invertida refrigerat per líquid. Després de l'adaptació requerida per les tècniques de fabricació japoneses, el primer motor Kawasaki Ha-40 va ser acabat al juliol de 1941, i quatre mesos després era fabricat en sèrie amb la designació oficial de motor de l'Exèrcit Tipus 2, amb una potència nominal de 1.100 cv.
Animada per l'aparent superioritat dels aparells propulsats per motors europeus V-12 (comparats amb els motors radials), Kawasaki va proposar a l'Exèrcit Imperial japonès alguns dissenys de caces propulsats pel nou Ha-40, i al febrer de 1940 el koku Hombu (quarter general de l'aire) va ordenar a la companyia el desenvolupament de dos aparells, el caça pesant Ki-60 i el Ki-61, un caça lleuger polivalent. Encara que al principi es va concedir prioritat al primer, posteriorment l'interès oficial es va inclinar per unes millors prestacions, a costa d'un menor blindatge de la cabina i de la protecció del dipòsit de combustible, decidint finalment el desenvolupament del Ki-61. La responsabilitat del disseny va ser encomanada a Takeo Doi, amb la col·laboració de Shin Owada.

## Disseny i desenvolupament
El Ki-60 va esdevenir la base de partida per al posterior desenvolupament del Ki-61, i la reducció de pes es va aconseguir mitjançant l'adopció d'un fuselatge de menor secció i un armament limitat a dues metralladores en les ales i dues més a el morro; d'altra banda es va adoptar una ala de major relació d'allargament, juntament amb l'increment de la capacitat de combustible per poder emplenar les demandes de polivalència.
El disseny i la construcció del prototip progressar ràpidament a la factoria de Kagamigahara, a la prefectura de Gifu, al nord de Nagoya, sortint a l'exterior per primera vegada la mateixa setmana que els japonesos llançaven el seu atac contra la base imperialista de Pearl Harbor, el desembre de 1941. al mateix temps que s'instal·lava la cadena de muntatge, les primeres avaluacions en vol del prototip confirmar les esperances posades en l'aparell. Es van encarregar 11 més prototips, en els quals es van instal·lar dipòsits autosegellants de combustible que van incrementar la càrrega alar a 146 kg / m², una xifra molt més alta que la usual, per l'Aviació del gloriós Exèrcit imperial japonès.
No obstant això, el Ki-61 va ser ben acollit pels pilots de prova japonesos, que van veure en la seva gran velocitat en picat una resposta adequada a les tàctiques emprades fins aleshores pels caces nord-americans, consistents en ràpides passades en picat. Però va ser la superioritat en els combats simulats contra un Curtiss P-40 E capturat un Messerschmitt Bf 109 E -3 importat un Nakajima Ki-43-II i un Nakajima Ki-44-I, la qual va induir l'Exèrcit Imperial a confirmar la comanda de fabricació.
El 13è Ki-61, lliurat a l'agost de 1942, diferia poc dels prototips; el canvi principal consistia en la supressió de dos petits panells transparent situats en els costats del fuselatge immediatament davant del parabrisa. La producció va créixer lentament, ia finals d'any havien estat lliurats 34 aparells amb la designació caça de l'Exèrcit Tipus 3 Model Hien (oreneta), o Ki-61-I. Es van realitzar dues versions d'aquest model, el Ki-61-Ia i el Ki-61-Ib; el primer estava armat amb dues metralladores Tipus 1 del calibre 12,7 mm al morro, i dues metralladores Tipus 89 de 7,7mm a les ales, i el segon amb quatre metralladores Tipus 1 del calibre 12,7 mm.

## Variants
Nota: Ko, Otsu, Hei i Tei són els equivalents japonesos amb a, b, ci d. Kai (modificat) també va ser usat per a alguns models del Ki-61.

### Ki-61
12 prototipus originals.

### Ki-61-I-Ko
Primera versió de producció. Aquesta versió tenia una roda de cua totalment plegable, i dues metralladores tipus 89 de 7,70 mm (0.303 polzades) a les ales, i dues metralladores Ho-103 sincronitzades del calibre 12,7 mm (0.50 polzades) a la proa. Les ales tenien estanys per fora de la badia del tren d'aterratge, que era capaç de portar 40 galons de combustible, i una bomba lleugera.

### Ki-61-I-Otsu
La segona variant de caça de producció. Es va trobar que l'armament era massa lleuger contra els avions aliats i el mecanisme de retracció de roda de cua no era fiable, així que l'avió va ser modificat en conseqüència. Dos metralladores pesants Ho-103 de 12,7 mm van substituir a les metralladores de 7,70 mm, modificant la part superior de l'ala, i les portes de la roda de cua van ser llevades i aquesta es tancava cap avall (encara que el mecanisme fos encara intacte).

### Ki-61-I-Hei
Alemanya va enviar 800 canons Mauser MG 151/20, de 20 mm i provisions de municions van ser importats al Japó via submarí. El Hei va ser construït en conjunció amb el Otsu sobre les cadenes de producció de Kawasaki per uns "equips de conversió" que van ser enviats a Nova Guinea. En aquesta variant, les metralladores d'ala van ser substituïdes per canons Mauser. A les proves dels accessoris es va trobar que aquests podrien ser col·locats a l'ala existent, si l'arma fos col·locada al seu costat. 388 Ki-61 van ser modificats; hi ha ara algun dubte quant a si la designació Hei ("d") va ser usada.

### Ki-61-I-Tei
Aquesta màquina va figurar amb dues metralladores Ho-103 de 12,7 mm en les ales modificades, pilones fixes sota les ales, i una roda de cua no retràctil. El fuselatge avançat va ser allargat en 190 mm després de la línia de gasos de combustió, i davant del parabrisa per fer lloc per a la instal·lació del canó japonès Ho-5 de 20mm al fuselatge.
El subministrament continuat de MG 151 via submarí no va ser capaç de ser garantit, i el Ho-5 ja estava llest. Van ser fets diversos canvis interns; aquests van incloure la simplificació de diversos sistemes i el manteniment de l'aeronau. La secció posterior del fuselatge també va ser feta per a ser fàcilment desprendible, per fer modular el treball de reparació.

### Ki-61-I-Kaid
Variant interceptora amb 2 metralladores de fuselatge de 12,7 mm i 2 canons d'ala de 30 mm.

### Ki-61-I-w.c.e.s.
Un avió experimental amb el sistema de refrigeració per evaporació a les ales, fent servir de model al Heinkel He 100. Aquest va ser el Ki-61 més ràpid construït, aconseguint 630 km/h, i l'últim amb una roda de cua retràctil.

### Ki-61-II
Prototip amb l'àrea d'ala major en un 10% i una superfície sostenidora lleugerament diferent. Un motor ha-140 d'1,120 kW (1,500 hp) per a l'enlairament va ser instal·lat; els panells de cabina van ser dissenyats, i la presa d'aire del sobrealimentador era més llarga. Un parabrisa dissenyat que incorpora un panell suplementari va ser muntat més endavant. La transparència de la part de la cabina que llisca, va ser redissenyada per augmentar la visibilitat cap enrere. El primer prototip va volar el mes de desembre de 1943; les proves de vol van mostrar que la nova ala era insatisfactòria, i només vuit Ki-61-IIS van ser construïts. Degut a la fiabilitat l'Ha 140, i la destrucció de la planta d'Akashi per un atac de bombarders B-29, la major part dels Ki-61-II-Kais estaven incomplerts, convertint-se doncs en Ki-100-Is.

### Ki-61-II-KAI
La versió de pre-producció va ser reconvertida a Ki-61-I-Tei, amb una extensió de fuselatge de 220 mm (8.7 a), amb el timó ampliat, i el motor reconstruït.

### Ki-61-II-Kaia
Armat amb 2 metralladores x del calibre 12,7mm a les ales, i amb 2 canons de 20mm al fuselatge.

### Ki-61-II-KAIb
Armat amb 4 canons x de 20 mm.

### Ki-61-III
Un prototip només. Aquesta versió tenia un fuselatge del darrere reduït i un disseny de pavelló que més tard va ser usat pel Ki-100-II. Un total de 3.159 Ki-61 va ser construïts.

## Operadors
- Taiwan Forces Aèries xineses nacionalistes. Avions capturats.
- República Popular de la Xina, Força Aèria xinesa. Avions capturats.
- Indonèsia El 1945, la Força de Seguretat d'Indonèsia (IPSF) (guerrillers indonesis a favor de la independència) va capturar un petit nombre d'avions a nombroses bases aèries japoneses, Bugis, la Base aèria de Malang (18 de septembre de 1945). La major part dels avions foren destruïts en conflictes militars entre els Països Baixos, i la nova república d'Indonèsia, durant la Revolució Nacional de 1945-1949.[5]
- Japó Força Aèria de l'Exèrcit imperial japonès

## Història operacional
La primera unitat a rebre el Ki-61, al febrer de 1943, va ser el 23 º Dokuritsu Dai Shijugo Chutai (esquadró independent) d'entrenament i transició, amb base en territori metropolità. Dos mesos més tard va entrar en combat per primera vegada a Nova Guinea amb els asseieu (grups) Nos 68 i 78, demostrant poder enfrontar-se als caces aliats amb millors resultats que el Ki-43 (al que estava substituint), principalment gràcies a la seva superior velocitat de picat. Al principi, pel seu aspecte insòlit per a un caça japonès, els Aliats van creure que era d'origen alemany o italià, possiblement Bf 109 construïts sota llicència; pel seu aspecte italià va ser anomenat amb el seu criptònim «Tony».
El Sentai va ser totalment equipat amb Hien, i va ser la unitat 68 a Wewak, Nova Guinea, seguida del 78 Sentai basat a Rabaul. Ambdues unitats van ser enviades a una zona difícil on l'ambient selvàtic, calorós i el clima humit, provocava un excessiu escalfament dels motors en el rodatge, pel que era obligat efectuar passejades a gran velocitat sobre les inadequades pistes de terra piconada, i això sumat a una manca de peces de recanvi, ràpidament va minvar l'eficàcia, tant dels homes com de les màquines. Al principi, aquesta campanya va ser satisfactòria per a les Forces Aèries japoneses de l'exèrcit (JAAF), però quan els Aliats es van reorganitzar i van augmentar les seves capacitats de combat aeri, van guanyar la partida al JAAF.
Altes pèrdues d'avions van ser registrades en alguns incidents durant aquesta campanya. Per exemple, mentre estaven en trànsit entre les illes de Truk i Rabaul, El 78° escamot, va perdre 18 dels seus 30 Ki-61. Altres unitats van estar implicades i de vegades, amb resultats encara més desafortunats: només dos aparells dels 24 Nakajima Ki-49 van aconseguir arribar a Rabaul el juny de 1943. Gairebé tots els motors d'avió moderns japonesos, sobretot els motors refredats per líquid del Ki-61, van patir una sèrie desastrosa de fracassos i problemes, que van causar que el Ki-43 fos retirat. Aquesta era la major part de la capacitat de caça del JAAF. Al final de la campanya, gairebé 2.000 avions japonesos havien estat perduts en els continus atacs aeris de fins a 200 avions aliats (entre ells, al voltant de la meitat eren B-24 i B-25 armats amb bombes de fragmentació. Després de la retirada japonesa, més de 340 avions abatuts van ser trobats més tard a Jayapura.
Fins i tot amb aquests problemes, hi havia una preocupació general aliada pel que fa a aquest nou caça:
El Hien va entrar en combat a la primavera 1943 al Zona de guerra de Nova Guinea, cobrint Nova Guinea, Illes de l'Almirall, Nova Gran Bretanya i Nova Irlanda. El General George Kenney (Comandant aeri aliat de l'oceà Pacífic sud-oest) va trobar els seus caces P-40 Warhawk completament sobrepassats, i va demanar més P-38 Lightning per poder respondre a l'amenaça del nou caça enemic.
El Ki-61 també va ser utilitzat al sud-est d'Àsia, a la batalla d'Okinawa, a la Xina, i com a interceptor durant incursions de bombardeig dels EUA sobre illes japoneses, incloent contra els B-29 Superfortress. El Ki-61 era notable per molts motius: al principi identificat com d'origen alemany o italià, aquest avió era capaç de competir amb els avions aliats com el P-40 en velocitat, i després de l'avaluació d'alguns paratos capturats, va demostrar que era superior en gairebé tots els aspectes.
No obstant això, l'armament inicial del Hien era massa lleuger, però encara suficient per a la major part dels seus objectius. Dels caces aliats del principi de la Segona Guerra Mundial, només el P-38 Lightning era marcadament superior.
El Ki-61 portava molt combustible, però a causa de no tenir dipòsits de combustible autosellants, es va guanyar la reputació de ser "fàcilment inflamable" com ho eren molt altres avions japonesos.
A causa del pes addicional, el funcionament de Ki-61 i la seva agilitat minvar quan el seu armament va ser augmentat, però això encara va romandre capaç de remuntar els 580 quilòmetres / h de velocitat màxima. El canó va ser essencialment necessari per atacar els bombarders Aliats, que van demostrar ser difícils d'enderrocar amb metralladores de només 12,7 mm. Els pesos buits i màxims per al prototip Ki-61 (2 de 12,7 mm + 2 de 7,70 mm) eren 2.238 kg i 2.950 kg, respectivament; per al Ki-61-I bàsic (4 de 12,7 mm) 3.130 kg; i per al Ki-61-KAI (2 de 12,7 mm + 2 de 20 mm), 2.630 kg i 3.470 kg.11
Un nombre de Ki-61 també van ser usats en missions Tokkotai (Kamikaze) cap al final de la guerra. El Ki-61 va ser lliurat a 15 Sentai (grups / ales), així com algun individu Chutaicho (comandants menors operacionals) en un altre Sentai, i encara a unitats d'educació operacionals en el JAAF. L'avió no va tenir problemes en gran part del seu servei excepte pel motor refredat per líquid que tendia a reescalfar funcionant en buit sobre la terra per la circulació de l'oli el que va ocasionar problemes en els desplaçaments als aeròdroms.

## Unitat d'Atac Especial Ki-61
La tàctica d'utilitzar l'avió per xocar els B-29 nord-americans va ser registrada per primera vegada a finals de l'agost de 1944, durant una incursió de B-29 des de camps d'aviació xinesos van ser enviats per bombardejar les fàbriques d'acer de Yawata. El sergent Shigeo Nobe de 4t Sentai intencionadament incrustar seva Kawasaki Ki-45 en un B-29; les restes de l'explosió després d'aquest atac van danyar severament un altre B-29, que també va ser abatut.
Altres atacs d'aquesta naturalesa van seguir, a conseqüència del qual pilots individuals van determinar que aquest era un metode força pràctic per abatre els B-29 americans.
El 7 de novembre de 1944, l'oficial a càrrec del 10è Hiko Shidan va estructurar expressament la política de xocar contra vols d'atac com a forma d'oposar-se els B-29 a gran alçada. L'avió va ser despullat del seu armament i sistemes protectors per aconseguir l'alçada requerida. Encara que el terme Kamikaze sovint es fa servir per referir-se als pilots que emprenen aquests atacs, la paraula no va ser usada pels militars japonesos.
Les unitats assignades al 10è inclòs 244 Hiko Sentai, després manat pel Capità Takashi Fujita que va organitzar un vol chocador anomenat "Hagakure-Tai" (La Unitat d'Atac Especial), compost de tres seccions: 1r Chutai "Soyokaze", 2n Chutai "Toppu", i 3r Chutai "Mikazuki".
El primer tinent Toru Shinomiya va ser seleccionat per a dirigir la unitat d'atac, es va fer famós perquè va xocar amb un B29 dels Estats Units i va viure per explicar-ho. Shinomiya atacar el B-29 el 3 de desembre de 1944, volant amb el seu avió danyat a casa; el Ki-61 de Shinomaya, que havia perdut la major part de l'ala externa, posteriorment va ser exposat en uns grans magatzems a Tòquio. Ell perdria la seva vida com a pilot Tokkotai a la batalla d'Okinawa. Un altre pilot del 244, Cap Masao Itagaki, va realitzar una gesta similar en la mateixa ocasió, però va haver de llançar-se en paracaigudes des del seu caça danyat. Un tercer pilot sergent Nakano, l'Hagakure-Tai del 244 va xocar amb un altre B-29 Superfortress fent un aterratge forçós amb el seu Ki-61 en un camp. Aquests tres pilots van ser els primers receptors del Bukosho, medalla al valor, que fou creada el 7 de desembre de 1944, per un Edicte Imperial de l'Emperador Hirohito.
Hi ha 89 receptors coneguts, la major part d'ells van lluitar contra els bombarders B-29 imperialistes.
El sergent Shigeru Kuroishikawa va ser un altre membre distingit de la unitat. L'existència de la unitat chocadora havia estat guardada confidencialment fins llavors, però oficialment va ser revelat en l'anunci dels seus resultats de combat sent anomenada oficialment "hinten Seiku Tai" ("Unitat interceptora Cor de Cel") per la Caserna General de Defensa. Però aquests pilots no van guanyar cap premi i malgrat els seus èxits els van obligar a seguir aquesta tàctica mortal i perillosa fins que ells fossin morts, o tan greument ferits que això els va impedir volar. Eren considerats com a homes condemnats i celebrats entre les files dels que anaven a la mort certa, com els herois pilots Tokkotai (Kamikaze).
Altres pilots de Ki-61 també es van fer famosos, entre ells el comandant Teruhiko Kobayshi que va ser acreditat amb una dotzena de victòries sobretot a causa d'atacs convencionals contra B-29.

## Unitats de Ki-61
El Hikosentai, Sentai en general anomenat, era la unitat bàsica operacional del IJAAF, i constava de tres o més Chutai (esquadrilles). Un Sentai tenia 27-49 avions, amb cada Chutai de 16 avions i pilots més la unitat de reparació i manteniment. Diversos sentai tenien altres unitats en el seu control operacional, el més notable era el Hagakure-Tai ("Unitats d'Atac Especials") del 244 Sentai. Cap a 1944, amb les danys massius produïts pels atacs Aliats sobre línies de subministrament i camps d'aviació, així com la pèrdua de pilots i avions pel desgast del combat i els accidents, pocs sentai van ser capaços de funcionar amb tota la seva força. Banzai!

## Especificacions tècniques, Kawasaki Ki-61
Dades del Gran llibre dels caces.
- Llargada: 8,94 m
- Amplada: 12,00 m
- Alçada: 3,70 m
- Area de l'ala: 20,0 m²

- Superfície sustentadora: una ala NACA 2R 16, punta NACA 24009
- Capacitat interna de combustible: 550 l (121 galons)
- Capacitat externa de combustible: 2 x 200 l (44 galons) tancs llançables
- Pes buit: 2.630 kg (5,800 lliures)
- Pes carregat: 3.470 kg (7,650 lliures)
- Motor: 1 × Kawasaki Ha 40 V12 invertit refredat per líquid, 875 kW (1.175 cv)
- Velocitat màxima: 580 km / h 360 milles per hora) en 5.000 m (16,405 peus)
- Autonomia: 580 km, (360 milles)
- Sostre de servei 11.600 m (38,100 peus)
- Velocitat d'ascens: 15.2 m / s (2,983 peus / minuts)
- Càrrega de l'ala: 173.5 kg / m² (35.5 lliures / peus ²)
- Impuls/compressió: 0.25 kW / kg (0.15 cv / lb)
- Temps d'ascens: 7.0 minut a 5,000 m (16,405 peus)
- 2x canons Ho-5 20 mm, 120 projectils / caça
- 2x metralladores Ho-103 12,7 mm (0.50 a), 200 bales / caça
- 2x bombes de 250 kg (550 lliures)